# El col·legi dels animals màgics: l'origen

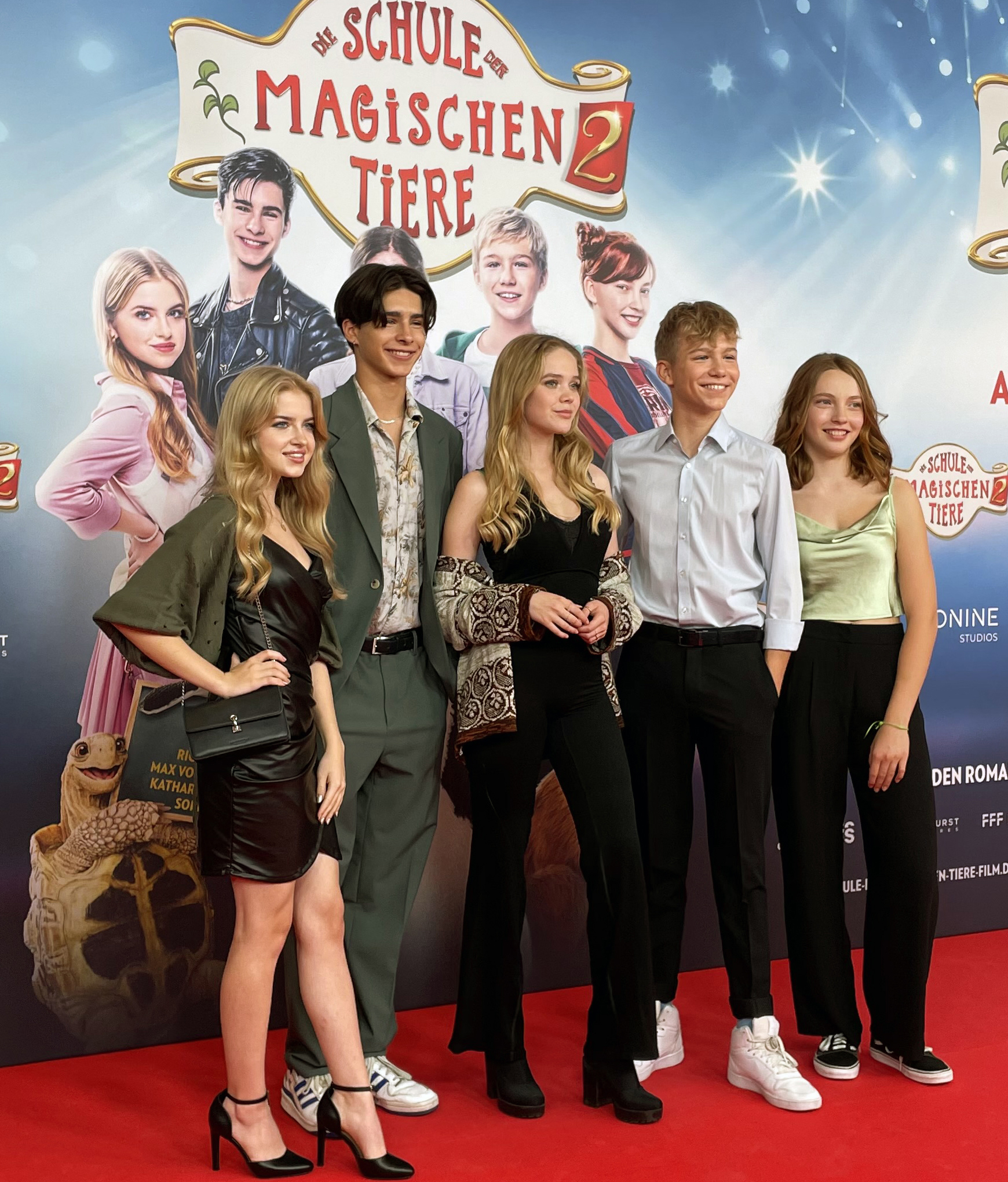
Repartiment principal a l'estrena a Múnic

El col·legi dels animals màgics: l'origen (títol original en alemany, Die Schule der magischen Tiere 2) és el segon llargmetratge basat en la sèrie de llibres homònim i la seqüela d'El col·legi dels animals màgics. S'ha doblat al català.
El rodatge es va acabar l'estiu del 2021. La pel·lícula es va estrenar el 29 de setembre de 2022 als cinemes d'Alemanya i Àustria. Dues setmanes després de l'estrena en cinemes, la distribuïdora va anunciar que s'havia superat la fita del milió d'espectadors. A finals de març de 2023, gairebé 2,8 milions d'espectadors havien vist la pel·lícula als cinemes alemanys.

## Premis i reconeixements
El col·legi dels animals màgics: l'origen va rebre una nominació al Premis del Cinema Alemany de 2023 en la categoria de millors efectes visuals (Dennis Rettkowski, Tomer Eshed i Markus Frank). Durant la cerimònia de lliurament de premis, l'obra també va ser guardonada amb el premi a la pel·lícula més popular.